# Шербешть (Бакеу)
Шербешть, Шербешті (рум. Șerbești) — село у повіті Бакеу в Румунії. Входить до складу комуни Сеучешть.
Село розташоване на відстані 260 км на північ від Бухареста, 14 км на північ від Бакеу, 71 км на південний захід від Ясс.

## Населення
За даними перепису населення 2002 року у селі проживали 514 осіб, з них 510 осіб (99,2%) румунів. Усі жителі села рідною мовою назвали румунську.